# Stamnodes modocata
Stamnodes modocata là một loài bướm đêm trong họ Geometridae.